# Замятин, Александр Гаврилович (генерал)
Александр Гаврилович Замятин (Замятнин, ум. 1772) — русский военный деятель екатерининской эпохи, с 1768 года генерал-майор, создатель усадьбы Кривякино.
Служил генерал-адъютантом при генерал-фельдмаршале Румянцеве-Задунайском, а также обер-штер-кригскомиссаром.
Основатель усадьбы Кривякино в Коломенском уезде Московской губернии. Именно с генерал-майора Замятина ведет свою историю каменный усадебный дом, который был воздвигнут на рубеже 1760-х и 1770-х.
У Александра Гавриловича Замятина был сын — Гавриил Александрович, который в 1770—1785 годах воспитывался в Шляхетском кадетском корпусе, и дочь Пелагея, учившаяся в Смольном институте.

## Награды
- Награждён орденом Св. Георгия 3-й степени (№ 6, 27 июля 1770). Один из первых кавалеров ордена этой степени, который получил после Г. Потемкина и О. Вейсмана за храбрость в сражениях при Ларге и Кагуле летом 1770 года.[3]
- Также имел другие награды Российской империи.